# 003 Agent secret
Pour plus de détails, voir Fiche technique et Distribution.
003 Agent secret : Opération Atlantide (Agente S 03: operazione Atlantide) est un film d'espionnage fantastique italien réalisé par Domenico Paolella et sorti en 1964.

## Synopsis
L'agent secret américain George Steele (le titre fait référence à son nom de code, 003) est aux prises avec une organisation criminelle déterminée à faire revivre l'ancienne Atlantide, avec laquelle elle s'apprête à envahir les États-Unis. C'est à lui d'empêcher le plan de se réaliser.

## Fiche technique
- Titre français : 003 Agent secret ou Opération Atlantide[1]
- Titre original italien : Agente S 03: operazione Atlantide[2],[3]
- Réalisation : Domenico Paolella (sous le nom de « Paul Fleming »)
- Scénario : Vinicio Marinucci (it) (sous le nom de « Vic Powell »)
- Photographie : Marcello Masciocchi, Francisco Sanchez
- Montage : Antonietta Zita (it)
- Effets spéciaux : Antonio Grilli
- Musique : Teo Usuelli
- Décors : Pier Vittorio Marchi
- Costumes : Elio Micheli
- Sociétés de production : Splendor Film, FISA
- Pays de production :  Italie
- Langue originale : italien
- Format : Couleurs par Technicolor - 2,35:1 - Son mono - 35 mm
- Genre : Film d'espionnage fantastique
- Durée : 86 minutes
- Dates de sortie :
  - Italie : 22 octobre 1965
  - France : 18 avril 1966[1]

## Distribution
- John Ericson : George Steele
- Bernardina Sarrocco (sous le nom de « Berna Rock ») : Albia
- María Granada : Fatma
- Beni Deus : Ben Ullah
- Carlo Hintermann : Gunther Reisch
- Cristina Gaioni (sous le nom de « Cristina Gajoni ») : Rosy
- José Manuel Martín : Naillawi
- Erika Blanc : Malvina
- Dario Michaelis : l'agent du RIU
- Dario De Grassi : Youssef
- Tullio Altamura (en) : un dignitaire avec Solis
- Luigi Tosi (sous le nom de « Gigi Tosi ») : Azul
- Mino Doro : Solis
- Franco Ressel (sous le nom de « Frank Ressel ») : Fritz

## Accueil critique
Le critique de cinéma italien Marco Giusti qualifie le film de « fou » et le décrit comme un mélange de péplum, de fantastique et d'espionnage.